# 튀르키예 공화국의 역사
터키 공화국의 역사는 1923년 터키가 터키 독립전쟁을 승리하면서 케말 파샤 지도로 터키공화국 건국부터 지금까지의 역사내용이다. 주로 이부분을 터키의 현대사로 다룬다.

## 개요

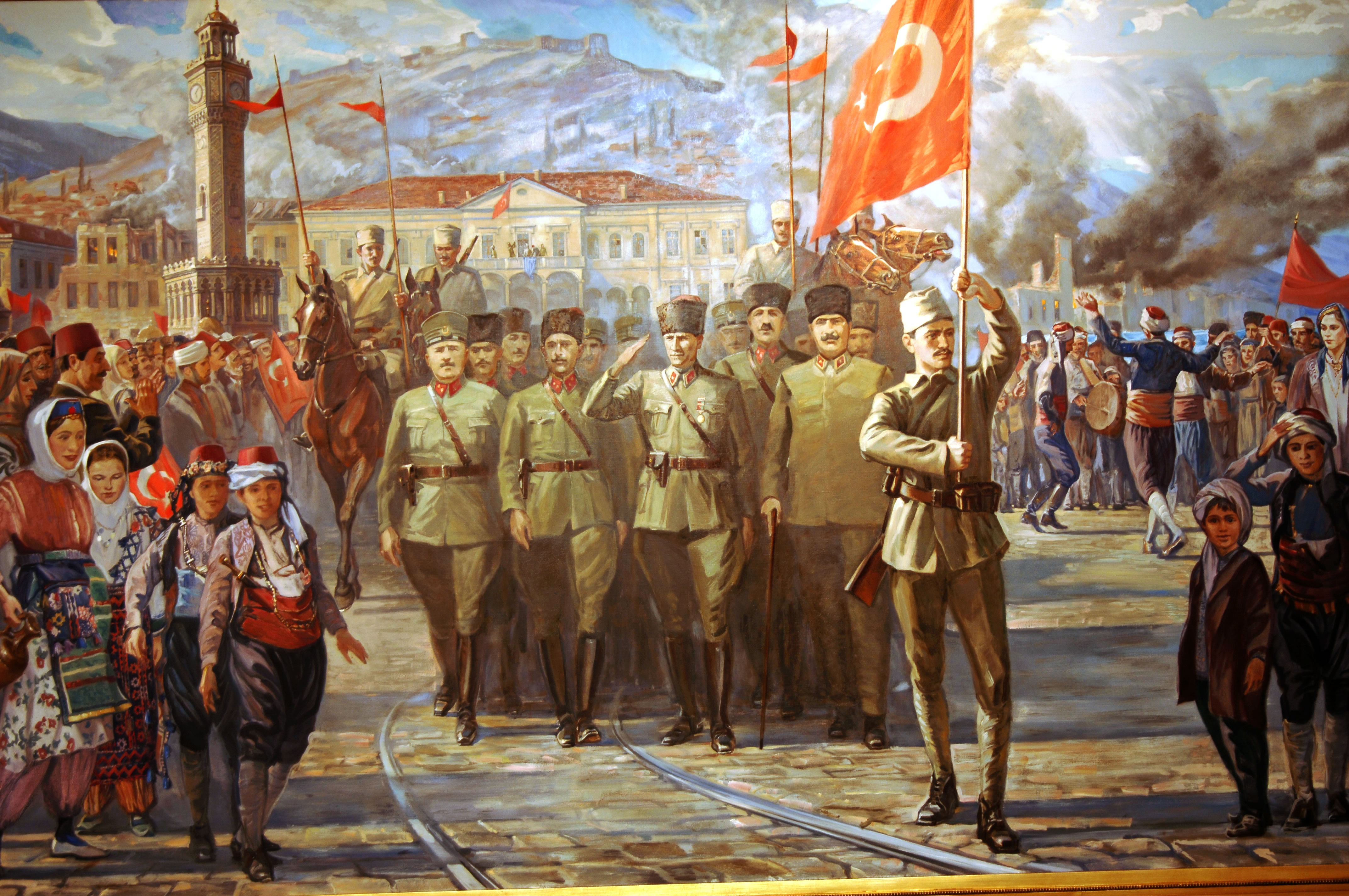
터키 독립 전쟁

제1차 세계 대전 직후 연합군이 이스탄불과 이즈미르를 점령하면서 터키의 민족 운동이 촉발되었다. 갈리폴리 전투에서 공훈을 세운 무스타파 케말 아타튀르크 장군의 주도로 세브르 조약 규정을 철회시키기 위한 터키 독립 전쟁이 일어났다. 1922년 9월 18일, 점령군은 퇴각하였으며, 새로운 터키의 나라가 건국되었다. 11월 1일에 새로이 열린 의회는 공식적으로 술탄국의 폐지하여, 623년간 이어진 오스만 제국의 지배가 종식되었다. 1923년 7월 24일 로잔 조약에서 신생 터키 공화국은 오스만 제국의 후계 국가로서 그 주권을 국제적으로 인정받았으며, 1923년 10월 29일에 새 수도 앙카라에서 터키 공화국이 정식으로 건국을 선포하였다.

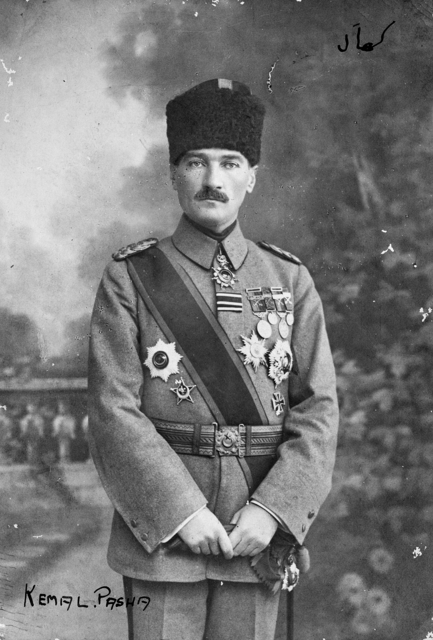
케말 아타튀르크.

무스타파 케말은 공화국의 초대 대통령이 되었으며, 옛 오스만의 잔재를 털어내고 새로운 세속 공화국의 건설을 목적으로 여러 급진적인 개혁을 추진하였다. 1924년에 그는 632년 이래 1300년 동안 이어져 오던 칼리프제를 폐지하였고, 터키 공화국의 기본 정신인 세속주의를 법으로 제정했다.
1925년에는 복장 개혁을 시행하여 여성들의 복장을 해방시키고, 과거에 금지되었던 여성의 교육권을 보장해 남녀평등교육을 시행하였으며, 이슬람력을 폐지하여 유럽식 그레고리력으로 대체했다. 1926년에는 민법을 개정해 일부다처제를 금지하고 일부일처제를 확립하였으며, 1928년에 튀르키예어의 아랍 문자 표기법을 폐기하고 로마자 표기법으로 변경하였다. 1930년에는 여성에게도 선거권을 부여했다. '가족명에 관한 법'에 따라, 1934년에 터키 의회는 무스타파 케말에게 '아타튀르크'(아버지 터키인, 즉 '국부')라는 명예 성명을 부여하였다.
제2차 세계 대전 기간 중 대부분 터키는 중립을 취하였으나, 1945년 2월 23일에 의례적인 의미로 연합군측에 참전하였으며, 1945년 유엔의 창립 회원국이 되었다. 소비에트 연방이 터키 해협에 군사 기지를 요구하는 가운데 옆 나라 그리스에서는 공산주의자와 내전을 벌이면서 위기 상황이 조성되자, 1947년 미국은 트루먼 독트린을 선언하게 된다. 이 독트린에서 미국은 터키와 그리스의 안보를 보장하기 위해 개입할 수 있음을 밝혔으며, 그 결과 미국이 대규모로 군사 및 경제 원조를 제공하게 되었다.
터키는 한국 전쟁에서 유엔군으로 참전하였으며, 1952년에는 북대서양 조약기구에 가입하여 지중해로 진출하려는 소련의 팽창을 막는 방파제 역할을 하였다. 이후 키프로스에서 십여 년간 내전이 벌어졌고, 1974년 7월에 그리스인들의 군사 정변으로 마카리오스 3세 대통령이 실각하고 니코스 삼프손이 독재 정권을 세우자, 터키는 1974년에 키프로스 공화국을 침공하였다. 9년 뒤에 북키프로스 튀르크 공화국이 수립되었다. 이 나라는 오직 터키의 승인만 받은 나라이다.
1945년에 일당제 시대가 종식된 이후, 다당제 시대에는 수십여 년간 긴장을 초래하였으며, 1960년대에 1980년대 사이에 정치적 불안 상태가 계속되면서 1960년, 1971년, 1980년에 군사 정변이 일어났으며, 1997년에는 1997년 터키 군부 협정 시기이기도 하였다. 한편 1980년대부터 터키 경제가 자유화되어 이 나라의 경관이 바뀌게 되며, 이후 수십 년 동안 높은 성장과 위기가 잇따랐다.

## 같이 보기
- 터키 공화국
- 세브르 조약